# Regina McKee Redwing
Regina McKee Redwing ist eine US-amerikanische Schauspielerin, Stuntfrau und Filmproduzentin.

## Leben
Ab 1978 trat McKee Redwing in unregelmäßigen Abständen als Schauspielerin für Film- und Serienproduktionen in Erscheinung. 1984 gab sie ihr Fernsehschauspieldebüt in Die Lüge – Trauerflor für zwei Geliebte. In den 1990er Jahren hatte sie Episodenrollen in Fernsehserien wie Renegade – Gnadenlose Jagd, Palm Beach-Duo, Martial Law – Der Karate-Cop, Kenan & Kel und der Fernsehdokuserie Unsolved Mysteries inne. 2003 verkörperte sie im Film Hulk eine nationale Sicherheitsberaterin. Von 2006 bis 2012 spielte sie in der Fernsehserie General Hospital eine Krankenschwester. 2017 stellte sie in der Fernsehserie American Vandal die Rolle der Principal Regan dar. 2020 war sie im Katastrophenfilm Asteroid-a-Geddon – Der Untergang naht als eine Delegierte aus Nigeria zu sehen.
Seit 2008 tritt McKee Redwing als Kurzfilmproduzentin in Erscheinung. Ihr 2010 erschienener Kurzfilm A Short Film wurde unter anderen am 15. Januar 2010 auf dem 15 Minutes of Fame Film Festival, am 17. April 2010 auf dem LA Comedy Shorts Film Festival und am 25. Juni 2011 auf dem San Antonio Film Festival gezeigt.

## Filmografie (Auswahl)

### Schauspiel
- 1978: General Hospital (Fernsehserie, Episode 5x10)
- 1984: Die Lüge – Trauerflor für zwei Geliebte (Passions, Fernsehfilm)
- 1986: Tall Tales & Legends (Fernsehserie, Episode 1x07)
- 1995: Renegade – Gnadenlose Jagd (Renegade, Fernsehserie, Episode 3x12)
- 1995: Palm Beach-Duo (Silk Stalkings, Fernsehserie, Episode 4x18)
- 1997: Unsolved Mysteries (Fernsehdokuserie, Episode 9x17)
- 1998: Martial Law – Der Karate-Cop (Martial Law, Fernsehserie, Episode 1x03)
- 1998: Hang Time (Fernsehserie, Episode 4x18)
- 1998: Kenan & Kel (Fernsehserie, Episode 3x09)
- 1999: The Tonight Show (Fernsehserie, Episode 7x33)
- 2000: Crime Strike (Fernsehserie)
- 2001: Wheels Locked (Kurzfilm)
- 2002: Essence of Echoes
- 2003: Hang Time (Kurzfilm)
- 2003: Hulk
- 2006: Mr. Fix It
- 2006–2012: General Hospital (Fernsehserie, 7 Episoden)
- 2007: Stirb langsam 4.0 (Live Free or Die Hard)
- 2008: Emergency Room – Die Notaufnahme (ER, Fernsehserie, Episode 14x17)
- 2008: The Seventh Man (Kurzfilm)
- 2010: Beginners
- 2010: Abby 33 (Kurzfilm)
- 2014: The Other
- 2015: Combat Nuns (Kurzfilm)
- 2016: Criminal Minds (Fernsehserie, Episode 11x13)
- 2017: Dice (Kurzfilm)
- 2017: American Vandal (Fernsehserie, 3 Episoden)
- 2017: TempaKILL (Fernsehserie, 4 Episoden, verschiedene Rollen)
- 2018: American Crime Story – Der Mord an Gianni Versace (American Crime Story – The Assassination of Gianni Versace, Fernsehserie, 2 Episoden)
- 2018: Combat Nuns All Or Nothing (Kurzfilm)
- 2019: The Affair (Fernsehserie, 2 Episoden)
- 2020: Asteroid-a-Geddon – Der Untergang naht (Asteroid-a-Geddon)
- 2020: Cloom (Kurzfilm)
- 2021: Them (Fernsehserie, Episode 1x05)

### Stunts
- 2002: Firefly – Der Aufbruch der Serenity (Firefly, Fernsehserie, 4 Episoden)
- 2005: Serenity – Flucht in neue Welten (Serenity)
- 2008: CSI: NY (Computerspiel)

### Produktion
- 2008: The Seventh Man (Kurzfilm)
- 2010: A Short Film (Kurzfilm)
- 2015: Combat Nuns (Kurzfilm)
- 2018: Combat Nuns All Or Nothing (Kurzfilm)